# لین بنچ

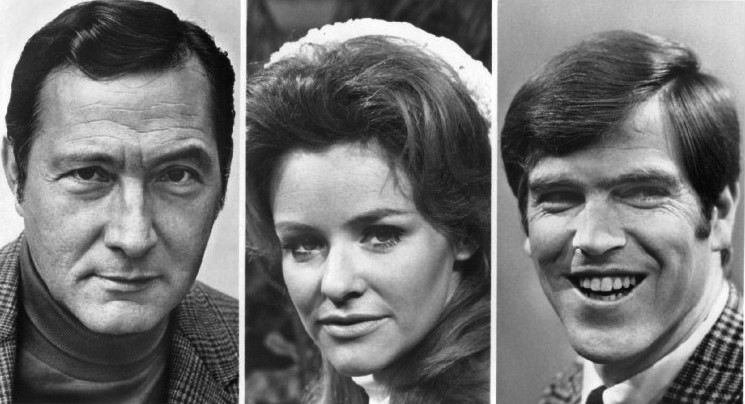
لین بنچ و بقیه بازیگران

لین بنچ (انگلیسی: Lynn Benesch؛ زادهٔ ) یک هنرپیشه اهل ایالات متحده آمریکا است.